# 圣乔治之夜起义
圣乔治之夜起义是一场发生于1343年—1345年，由爱沙尼亚人在爱沙尼亚公国、条顿骑士团国附属岛屿和萨雷马-莱内主教区发动的反抗丹麦和德意志统治者并试图根除基督教的起义，后者于利沃尼亚十字军入侵期间占领了该地。起义被镇压，该地主权最后被移交给了条顿骑士团国。